# Stab (Volumen)
Stab war ein deutsches Volumenmaß in Jever. Das Maß wurde als Getreidemaß verwendet.
- 1 Stab = 7,7656 Liter ≈ 7 ¾ Liter